# Проклятий (Доктор Хаус)
«Проклятий» (англ. Cursed)  — тринадцята серія першого сезону американського телесеріалу «Доктор Хаус». Прем'єра епізоду проходила на каналі FOX 1 березня 2005.
Дванадцятирічний Габріель «Гейб» Рейліх вважає, що він проклятий після того, як знепритомнів, коли його ім'я з'являється в настільній грі «Віджа», в яку грають із товаришами, позначаючи його смерть. Доктор Роберт Чейз досліджує покинуте місце зустрічі таємного товариства хлопчиків і знайдені там підозрілі речовини. Страшна комбінація симптомів, які раптово з'являються у Гейба, свідчить про сибірську виразку та рідкісну інфекційну тропічну хворобу. Тим часом Чейз відмовляється від будь-яких особистих контактів зі своїм приїжджим батьком, ревматологом Роуен Чейзом, світовим авторитетом у галузі аутоімунних захворювань, який раптово з'являється та приєднується до діагностичного змагання. Хаус уперто цікавиться причиною Роуена відвідати свого відчуженого сина, а також минулим обожнюваного розлученого батька Гейба, Джеффрі Рейліха.

## Сюжет
Молодий хлопець використовує дошку «Віджа», яка передбачає, що він помре в наступному році. Протягом наступного тижня у нього починає розвиватися кашель і гарячка. Мати везе його до лікарні після того, як він падає на підлогу.
Хлопчика везуть у Прінстон-Плейнсборо. Хаус вважає, що це пневмонія, але Кадді тисне на нього, щоб він узяв справу, оскільки батько пацієнта є великим фінансовим донором лікарні. Кадді виступає проти пневмонії через висип на руці пацієнта. Хаус погоджується взятися за справу.
Команда проводить диференціальний діагноз. Ймовірними діанозами визначаються легіонельоз, хламідіоз, хвороба Лайма. Хаус призначає біопсію висипу.
Команда знаходить розлучених батьків пацієнта, які сваряться. Перевіряють на укуси кліщів і чи веде він статеве життя. Пацієнт заперечує свою сексуальну активність. Вони вдають, що везуть хлопчика на комп'ютерну томографію, щоб опитати його без батьків. Хлопець визнає, що він проклятий з дошки Віджа. Він також зізнається, що був у покинутому будинку і отримав висип після того, як там впав.
Раптом з'являється відвідувач до Чейза, і він виправдовується. Хаус припускає, що цей чоловік є Роуен, батько Чейза.
Хаус йде до Вілсона через те, що Чейз не хоче говорити з його батьком. Хауса вважає, що Чейз і його батько не скажуть йому, у чому проблема, тому він буде тримати їх разом і спостерігати за ними. Вілсон надто зайнятий, щоб допомогти.
Чейз йде до покинутого будинку і знаходить там граючих хлопчиків. Він запитує їх, чи хворіли вони, і з'ясовує, що вони не хворіли. Раптом діти лякаються, коли бачать поліцейського. Чейз вивибарється за ними х дому через вікно. Чейз справді знаходить фетровий утеплювач у покинутому будинку, куди впав пацієнт. Він складається з шерсті тварин. Вони переглядають КТ пацієнта та підозрюють сибірку.
Вони лікують хворого від сибірської виразки. Батько пацієнта налаштований скептично і пропонує ще пару діагнозів. Однак у пацієнта настає респіраторний дистрес. Чейз зазирнув у його легені та вирішив інтубувати його. Хворий починає синіти від нестачі повітря. Кадді вже там і збирається зробити трахеотомію, коли Форман нарешті інтубує пацієнта.
Кемерон не вважає, що це алергія на лікування. Хаус пропонує їм поговорити з батьком Чейза. Роуен погоджується, що це, ймовірно, не алергія. Хаус вважає, що це виключає сибірську виразку. Роуен думає, що це може бути саркоїдоз. Це могло б пояснити набряк у горлі пацієнта. Однак висип стає чорним, показуючи, що це сибірська виразка. Роуен стверджує, що це сибірська виразка і саркоїдоз. Хаус стверджує, що сибірська виразка викликала саркоїдоз.
Батько пацієнта стикається з Хаусом. Він каже йому, що йому не вдалося діагностувати біль у зап'ясті, доки він не дав багато грошей лікарні, тоді вони визначили, що це синдром зап'ястного каналу, і зробили йому операцію. У цей момент пацієнт починає страждати, і на його спині з'являється висип. Ураження на спині пацієнта означають, що він захворіє на сепсис протягом наступних кількох днів.
Чейз ховається від батька в клініці. Команда йде в клініку. Вони починають обгооврюють аутоімунні захворювання. Хаус замовляє для лікування хлопця стероїди.
Хаус сперечається з Чейзом щодо його батька. Він хоче знати, чому Чейз не піклується про свого батька. Чейз уникає теми.
Пацієнт починає відчувати себе краще. Чейз переконаний, що стероїди просто маскують те, що насправді не так з пацієнтом. Потім Чейз запитує Роуена, чому він у місті. Роуен каже, що він там на конференції і хотів привітатися. Вони сперечаються про те, що Роуен кинув Чейза, залишивши його самому піклуватися про свою матір-алкоголічку.
Чейз розмовляє з Хаусом, який переконаний, що пацієнтові стає краще. Чейз не впевнений, що у них правильний діагноз.
Хаус йде до Роуена, щоб сперечатися з ним щодо брехні Чейзу — він знає, що Роуен не був на конференції. Він вважає, що Роуен хворий на рак через татуювання під дією променевої терапії та його дієту, і він там, щоб побачити Вілсона. Роуен зізнається, що хворий на рак. Йому залишилося жити три місяці, і він не хоче, щоб Чейз знав. Він просить Хауса не розповідати Чейзу. Хаус неохоче погоджується.
Чейз продовжує тестування, щоб виключити аутоімунні захворювання. Хворий знову починає кашляти. Чейз простягає йому склянку, але він упускає її, тому що його рука паралізована.
Параліч починає поширюватися, і гарячка повертається. Роуен погоджується, що Чейз, ймовірно, мав рацію щодо множинного нейрофіброматозу. Хаус замовляє комп'ютерну томографію мозку пацієнта.
Хаус йде до Вілсона, щоб запитати, чому він не розповів йому про Роуена. Вілсон зазначає, що він був зв'язаний конфіденційністю. Хаус хоче сказати про рак батька Чейзу.
Кемерон запитує Чейза про його батька і про те, чому Чейз так суворо ставиться до нього. Кемерон починає гадати, і Чейз просить її кинути це.
КТ показує, що діагноз Чейза був неправильний. Вони починають обговорювати, що може спричинити пошкодження нервів, яке вони бачать. Вони починають говорити про хвороби, про які згадував батько Гейба. Хаус задається питанням, чи могло щось інше викликати сибірську виразку.
Хаус йде до батька. У батька все ще болить зап'ястя, значить, це був не зап'ястний тунельний синдром. Він каже батькові, що він повинен сказати правду, інакше його син помре — він хоче знати, скільки часу він був в Азії. Батько зізнається, що був там два роки і збрехав про це, тому що його взяв за великі гроші фальшивий гуру і він не хотів, щоб хтось знав. Він ніколи не був льотчиком-випробувачем, як казав своєму синові.
Хаус повертається до команди. Чейз визначає діагноз правильно — проказа. Хаус зазначає, що це захворювання було у батька, але воно прогресує повільніше. Сибірська виразка була результатом пригнічення імунної системи сина. Коли вони лікували його антибіотиками, імунна система почала атакувати більшість клітин його тіла на додаток до мертвих бактерій прокази. Хаус замовляє талідомід, який лікуватиме проказу безпосередньо, не активуючи імунну систему.
Хаус розмовляє з Чейзом про його батька. Чейз заперечує, що ненавидів свого батька — він просто намагається не піклуватися про нього, тому що турбота призводила лише до розчарування, коли він був дитиною.
Лікують хворого і його батька. Їх стан покращуються. Пацієнт засмучений тим, що батько йому брехав, і він не любить свого батька. Чейз каже, що незалежно від того, що робить батько, у вас немає іншого вибору, як любити його.
Чейз йде до батька і запрошує його випити. Однак Роуен каже, що він повинен піти. Чейз обіцяє подзвонити батькові, коли наступного разу буде в Австралії. Чейз обіймає Роуена.

## Остаточний діагноз в серії
Остаточні діагнози у пацієнта — Сибірка та Проказа